# 臺北市私立志仁高級中學職業進修學校
臺北市私立志仁高級中學職業進修學校，是臺北市一所私立高級職業進修學校，前身為志仁補習學校，由王東海於1967年（民國56年）創辦。為全國人數最多的夜間學制，截至112年中學生數為1,328人。

## 科系
- 餐飲管理科
- 觀光事業科
- 資料處理科
- 多媒體設計科
- 美容科

## 外部連結
- 官方网站
- 臺北市私立志仁高級中學職業進修學校的Facebook專頁
- 臺北市私立志仁高級中學職業進修學校的Instagram帳戶